# اچ‌ام‌اس دامپر (کی۶۱۱)
اچ‌ام‌اس دامپر (کی۶۱۱) (به انگلیسی: HMS Dampier (K611)) یک کشتی بود که طول آن ۲۸۶ فوت (۸۷ متر) بود. این کشتی در سال ۱۹۴۵ ساخته شد.